# Szergej Alekszandrovics Kuszevickij
Szergej Alekszandrovics Kuszevickij (oroszul: Сергей Александрович Кусевицкий; ismertebb, angolos átírással Serge Koussevitzky; Visnyij Volocsok, 1874. július 26. – Boston, 1951. június 4.), orosz-amerikai nagybőgős és karmester.

## Élete
Moszkvában tanult, kezdetben nagybőgővirtuóz volt (írt is egy versenyművet hangszerére 1902-ben), egészen az 1908-as berlini karmesteri debütálásáig. Az elkövetkező években megalapította saját zenekarát.
1920-ban elhagyta a Szovjetuniót, először Párizsban, majd az Egyesült Államokban telepedett le (állampolgárságot 1941-ben kapott).
1924-ben kinevezték a Bostoni Szimfonikusok élére. A következő 25 év alatt Amerika vezető zenekara született meg kezei alatt, és megalapította a tanglewoodi nyári koncert- és oktatási programsorozatot. Ezen kívül igen sok hangfelvételt készített a zenekarral, általában mindegyiket kirobbanó sikerrel; ezek nagy része ma kompaktlemez formájában elérhető. Olyan nagy nevek nőttek fel irányítása alatt, mint például Leonard Bernstein.
A modern zene nagy támogatója volt, ő rendelte többek között a következő műveket (később az ún. Koussevitzky Foundation keretén belül rendelte és adta elő a műveket):
- Igor Sztravinszkij: Zsoltárszimfónia (a zenekar 50 éves fennállására)
- Benjamin Britten: Peter Grimes (opera)
- Bartók Béla: Zenekari concerto
- Aaron Copland: Szimfónia No. 3
- Olivier Messiaen: Turangalîla-szimfónia

Halála után özvegye az Amati-készítette nagybőgőjét Gary Karr híres kortárs nagybőgősnek adta.